# Germaria obscuripennis
Germaria obscuripennis är en tvåvingeart som beskrevs av Tschorsnig 2000. Germaria obscuripennis ingår i släktet Germaria och familjen parasitflugor.
Artens utbredningsområde är Turkiet. Inga underarter finns listade i Catalogue of Life.